# Kodok
Kodok (en árabe: كودوك), anteriormente llamada Fachoda es una población en el estado de Alto Nilo, al nordeste de Sudán del Sur, con una población dedicada a la agricultura y al cultivo de goma arábiga a orillas del río Nilo. 
Se la conoce principalmente por ser el lugar del incidente de Fachoda en 1898, que llevó a Francia y el Reino Unido al borde de la guerra para unir sus respectivos territorios coloniales en África. El acuerdo de la Entente Cordiale francobritánica de 1904 causó que el gobierno británico cambiara el nombre de la población con la esperanza de borrar el «incidente de 1898» de la memoria oficial.